# Atletica leggera ai Giochi della XXXII Olimpiade - Salto in lungo maschile

Video integrale della Finale

Ai Giochi della XXXII Olimpiade la competizione del Salto in lungo maschile si è svolta dal 31 luglio al 2 agosto 2021 presso lo Stadio nazionale di Tokyo.

## Presenze ed assenze dei campioni in carica
| Competizione         | Atleta              | Prestazione | Tokyo 2020   |
| -------------------- | ------------------- | ----------- | ------------ |
| Olimpiadi 2016       | Jeff Henderson      | 8,38 m      | 6° ai Trials |
| Commonwealth 2018    | Luvo Manyonga       | 8,41 m      | Assente      |
| Europei 2018         | Miltiadīs Tentoglou | 8,25 m      | Presente     |
| Asiatici 2018        | Wang Jianan         | 8,24 m      | Non qual.    |
| Panamericani 2019    | Juan M. Echevarría  | 8,27 m      | Presente     |
| Africani 2019        | Yasser Triki        | 8,01 m      | Solo Triplo  |
| Mondiali 2019        | Tajay Gayle         | 8,69 m      | Presente     |
|                      |                     |             |              |
| Mondiali junior 2018 | Yūki Hashioka       | 8,03 m      | Presente     |

Graduatoria mondiale
In base alla classifica della Federazione mondiale, i migliori atleti iscritti alla gara erano i seguenti:
| Pos. | Atleta              | Punti | Note |
| ---- | ------------------- | ----- | ---- |
| 1    | Tajay Gayle         | 1432  |      |
| 2    | Juan M. Echevarría  | 1432  |      |
| 4    | Miltiadīs Tentoglou | 1359  |      |

## La gara
Juan Miguel Echevarría (Cuba) è senza dubbio il saltatore più dotato tra quelli presenti a Tokyo. In qualificazione sbriga al pratica con un 8,50 al primo salto. Il secondo miglior qualificato è Miltiadīs Tentoglou (Grecia) con 8,22. 
Per la prima volta nella storia olimpica della specialità, la finale viene disputata di mattina, alle 10:20.

Al primo turno si mette in luce il secondo dei cubani, Maykel Massó che salta 8,21. Secondo è  Tentoglou con 8,11. Al secondo turno Echevarría esegue un salto ben oltre gli otto metri e mezzo, che però viene dato nullo. Massó è ancora più sfortunato: si infortuna e deve abbandonare la gara.
Al terzo turno Echevarria fa 8,41 e sale in testa alla gara. Ma al quarto salto, mentre esegue la rincorsa, avverte un dolore al tendine posteriore del ginocchio. Capisce che la sua gara è virtualmente finita e non potrà difendersi da eventuali attacchi degli avversari.
Al sesto e ultimo turno Tentoglu atterra a 8,41 e balza dal quarto al primo posto. È la stessa misura di Echevarria però il greco un secondo salto migliore (8,15 contro 8,09). La medaglia d'oro è del greco.

Il campione del mondo in carica, Tajay Gayle (Giamaica), è tormentato da un dolore al ginocchio sinistro e finisce solo 11°.

## Risultati

### Qualificazione
Qualificazione: 8,15m (Q) o le migliori 12 misure (q).
| Pos. | Gruppo | Nome                   | Nazionalità       | Salti | Salti | Salti | Risultato | Note |
| Pos. | Gruppo | Nome                   | Nazionalità       | 1°    | 2°    | 3°    | Risultato | Note |
| ---- | ------ | ---------------------- | ----------------- | ----- | ----- | ----- | --------- | ---- |
| 1    | B      | Juan Miguel Echevarría | Cuba              | 8,50  |       |       | 8,50      | Q    |
| 2    | B      | Miltiadīs Tentoglou    | Grecia            | 8,22  |       |       | 8,22      | Q    |
| 3    | A      | Yuki Hashioka          | Giappone          | 8,17  |       |       | 8,17      | Q    |
| 4    | B      | Tajay Gayle            | Giamaica          | x     | 6,72  | 8,14  | 8,14      | q    |
| 5    | A      | JuVaughn Harrison      | Stati Uniti       | 8,13  | 8,02  | —     | 8,13      | q    |
| 6    | A      | Filippo Randazzo       | Italia            | 8,10  | x     | —     | 8,10      | q    |
| 7    | A      | Maykel Massó           | Cuba              | 8,07  | 8,00  | 7,92  | 8,07      | q    |
| 8    | B      | Thobias Montler        | Svezia            | 7,82  | x     | 8,01  | 8,01      | q    |
| 9    | B      | Eusebio Cáceres        | Spagna            | 7,98  | 7,75  | —     | 7,98      | q    |
| 10   | B      | Huang Changzhou        | Cina              | 7,75  | 7,59  | 7,96  | 7,96      | q    |
| 10   | B      | Fabian Heinle          | Germania          | 7,80  | 7,96  | 7,84  | 7,96      | q    |
| 10   | B      | Kristian Pulli         | Finlandia         | 7,71  | 7,96  | x     | 7,96      | q    |
| 13   | A      | Emiliano Lasa          | Uruguay           | 7,85  | 7,95  | 7,78  | 7,95      |      |
| 14   | A      | Henry Frayne           | Australia         | 7,82  | 7,82  | 7,93  | 7,93      |      |
| 15   | A      | Steffin McCarter       | Stati Uniti       | 7,69  | 7,81  | 7,92  | 7,92      |      |
| 16   | A      | Samory Fraga           | Brasile           | 7,88  | x     | x     | 7,88      |      |
| 17   | B      | Gao Xinglong           | Cina              | x     | 7,86  | 7,86  | 7,86      |      |
| 17   | A      | Izmir Smajlaj          | Albania           | 7,81  | 7,86  | x     | 7,86      |      |
| 19   | B      | Marquis Dendy          | Stati Uniti       | x     | 7,78  | 7,85  | 7,85      |      |
| 20   | A      | Wang Jianan            | Cina              | 7,59  | 7,81  | 7,64  | 7,81      |      |
| 21   | A      | Carey McLeod           | Giamaica          | x     | 7,75  | 7,36  | 7,75      |      |
| 22   | B      | Ruswahl Samaai         | Sudafrica         | 7,70  | 7,74  | x     | 7,74      |      |
| 23   | A      | Shotaro Shiroyama      | Giappone          | 6,24  | 7,70  | x     | 7,70      |      |
| 24   | B      | Murali Sreeshankar     | India             | 7,69  | 7,51  | 7,43  | 7,69      |      |
| 24   | B      | Lester Lescay          | Cuba              | 7,69  | x     | 7,63  | 7,69      |      |
| 26   | B      | Hibiki Tsuha           | Giappone          | 7,52  | 7,61  | 7,55  | 7,61      |      |
| 27   | A      | Vladyslav Mazur        | Ucraina           | 7,60  | 7,54  | 7,58  | 7,60      |      |
| 28   | A      | Bachana Khorava        | Georgia           | 7,41  | 7,35  | 7,17  | 7,41      |      |
| 29   | B      | Alexsandro Melo        | Brasile           | x     | x     | 6,95  | 6,95      |      |
|      | A      | Augustin Bey           | Francia           | x     | x     | x     | nm        |      |
|      | A      | Cheswill Johnson       | Sudafrica         | x     | x     | x     | nm        |      |
|      | B      | Andwuelle Wright       | Trinidad e Tobago | —     | —     | —     | dns       |      |

### Finale
| Record mondiale      | Mike Powell         | 8,95 m  | Tokyo             | 30 agosto 1991  |
| Record olimpico      | Bob Beamon          | 8,90A m | Città del Messico | 18 ottobre 1968 |
| Capolista stagionale | Miltiadīs Tentoglou | 8,60 m  | Atene             | 26 maggio 2021  |

Lunedì 2 agosto, ore 9:50.
| Pos.    | Atleta                 | Nazione     | Salti | Salti | Salti | Salti           | Salti           | Salti           | Misura | Note                          |
| Pos.    | Atleta                 | Nazione     | 1º    | 2º    | 3º    | 4º              | 5º              | 6º              | Misura | Note                          |
| ------- | ---------------------- | ----------- | ----- | ----- | ----- | --------------- | --------------- | --------------- | ------ | ----------------------------- |
| Oro     | Miltiadīs Tentoglou    | Grecia      | 8,11  | x     | x     | 8,10            | 8,15            | 8,41            | 8,41   |                               |
| Argento | Juan Miguel Echevarría | Cuba        | 8,09  | x     | 8,41  | 6,71            | —               | x               | 8,41   |                               |
| Bronzo  | Maykel Massó           | Cuba        | 8,21  | 8,05  | —     | —               | —               | —               | 8,21   |                               |
| 4       | Eusebio Cáceres        | Spagna      | 7,96  | 8,09  | x     | x               | 8,12            | 8,18            | 8,18   | Miglior prestazione personale |
| 5       | JuVaughn Harrison      | Stati Uniti | 7,57  | 7,70  | 7,96  | 7,87            | 8,15            | 7,49            | 8,15   |                               |
| 6       | Yuki Hashioka          | Giappone    | x     | 7,95  | 7,97  | x               | 7,94            | 8,10            | 8,10   |                               |
| 7       | Thobias Montler        | Svezia      | 8,08  | 7,93  | x     | 8,05            | x               | x               | 8,08   |                               |
| 8       | Filippo Randazzo       | Italia      | x     | 7,99  | x     | x               | 7,88            | x               | 7,99   |                               |
| 9       | Kristian Pulli         | Finlandia   | 7,85  | 7,92  | 7,88  | Non qualificati | Non qualificati | Non qualificati | 7,92   |                               |
| 10      | Huang Changzhou        | Cina        | x     | 7,50  | 7,72  | Non qualificati | Non qualificati | Non qualificati | 7,72   |                               |
| 11      | Tajay Gayle            | Giamaica    | x     | x     | 7,69  | Non qualificati | Non qualificati | Non qualificati | 7,69   |                               |
| 12      | Fabian Heinle          | Germania    | 5,18  | 7,57  | 7,62  | Non qualificati | Non qualificati | Non qualificati | 7,62   |                               |